# William Harborne
William Harborne z Great Yarmouth (hrabstwo Norfolk, ur. ok. 1542, zm. 1617) – angielski dyplomata i przedsiębiorca należącym do Levant Company.
Gdy Elżbieta I Tudor założyła ambasadę angielską w Konstantynopolu, Harborne był tam pierwszym przedstawicielem dyplomatycznym (politycznym i handlowym). W Turcji przebywał w latach 1583-1588.
Powracał do domu przez Polskę i odwiedził Zamość. Jan Zamoyski przekazał mu odręczny list do królowej Elżbiety zawierający propozycję przymierza angielsko-polskiego. Posunięcia tego Zamoyski nie konsultował z Zygmuntem III.